# Сычёво (Волоколамский район)
Сычёво — рабочий посёлок в Волоколамском городском округе Московской области России. В 2006 — 2019 входило в состав городского поселения Сычёво Волоколамского района и являлось его административным центром.
Население — 3157 чел. (2024).

## География
Посёлок Сычёво расположен на западе Московской области, в восточной части Волоколамского района, на реке Гряде, у границы с Рузским районом, примерно в 18 км к юго-востоку от центра города Волоколамска и в 90 км к северо-западу от Москвы, близ автодороги M9 «Балтия».
В посёлке 16 улиц, 2 промышленных зоны, зарегистрировано 7 садоводческих товариществ. Связан автобусным сообщением с районными центрами — городами Волоколамском, Рузой и Истрой.
Ближайшие населённые пункты — деревни Себенки, Копытцево, Городище, Шилово, Щелканово и село Язвище.

## Население
| 1859  | 1890  | 1926  | 1970  | 1979  | 1989  | 2002  | 2006  |
| ----- | ----- | ----- | ----- | ----- | ----- | ----- | ----- |
| 383   | ↘301  | ↗311  | ↗2960 | ↗3287 | ↘3007 | ↗3195 | ↗3200 |
| 2009  | 2010  | 2012  | 2013  | 2014  | 2015  | 2016  | 2017  |
| ↘3155 | ↘3105 | ↘3069 | ↘3021 | ↘2994 | ↘2988 | ↘2947 | ↘2893 |
| 2018  | 2019  | 2020  | 2021  | 2023  | 2024  |       |       |
| ↘2847 | ↘2795 | ↘2740 | ↗3131 | ↗3140 | ↗3157 |       |       |

## История
Начиная с писцовых книг XVI века и до середины XIX века указывается как деревня Сычёво. Упоминается в работах Кусова В. С. «Земли Московской губернии в XVIII» 1766—1770 гг.: «Сычево сельцо и деревня Щелканово Рузского уезда Сестринского стана, владение коллегии экономии, ранее Сергиева Голутвина монастыря, межевал 6 июня 1769 г. Ланг». На карте Московской губернии Ф. Ф. Шуберта (1860 год) — деревня Сычева. Позже известен как деревня Сычи.
В «Списке населённых мест» 1862 года Сычево — казённая деревня 2-го стана Рузского уезда Московской губернии по левую сторону реки Озерны, в 35 верстах от уездного города, с 27 дворами и 383 жителями (189 мужчин, 194 женщины).
По данным на 1890 год входила в состав Мамошинской волости Рузского уезда, число душ составляло 301 человек.
В 1913 году — 55 дворов, земское училище.
Постановлением комиссии по пересмотру административных единиц Московской губернии от 9 марта 1921 года Мамошинская волость была включена в состав вновь образованного Воскресенского уезда.
По материалам Всесоюзной переписи населения 1926 года Сычи — деревня Шиловского сельсовета Мамошинской волости Воскресенского уезда, проживало 311 жителей (140 мужчин, 171 женщина), насчитывалось 68 хозяйств, имелась школа 1-й ступени.
С 1929 года — населённый пункт в составе Новопетровского района Московского округа Московской области. Постановлением ЦИК и СНК от 23 июля 1930 года округа как административно-территориальные единицы были ликвидированы.
1929—1954 гг. — деревня Шиловского сельсовета Новопетровского района.
1954—1959 гг. — деревня Рождественского сельсовета Новопетровского района.
1959—1963 гг. — деревня Рождественского сельсовета Рузского района.
1963—1965 гг. — деревня Рождественского сельсовета Можайского укрупнённого сельского района.
1965—1966 гг. — деревня Рождественского сельсовета Рузского района.
В 1966 году Сычёво передано из Рождественского сельсовета Рузского района в Чисменский сельсовет Волоколамского района, и вскоре решением Мособлисполкома № 5 от 4 января 1966 года преобразовано в рабочий посёлок.
С 2006 года — административный центр городского поселения Сычёво Волоколамского муниципального района Московской области.
Во время Великой Отечественной войны в районе деревни в 1941 году вела тяжёлые бои дивизия генерала Л. М. Доватора. 14 октября 1941 года Сычи были заняты немецкими войсками, но уже через месяц освобождены.
В 1958 году геологами в районе деревни были обнаружены значительные залежи нерудных строительных материалов (песок, гравий); было принято решение о разработке месторождения.
В 2025 году рабочий посёлок преобразован в посёлок городского типа.

### Флаг
Флаг утверждён 24 ноября 2006 года и 8 декабря 2006 года внесён в Государственный геральдический регистр Российской Федерации с присвоением регистрационного номера 2724.
21 декабря 2011 года, решением Совета депутатов городского поселения Сычёво № 140/32-2, утверждено положение о флаге городского поселения Сычёво в новой редакции. Описание и рисунок флага изменений не претерпели.

#### Описание
«Флаг городского поселения Сычёво представляет собой голубое прямоугольное полотнище с отношением ширины к длине 2:3, несущее по периметру (на расстоянии 1/10 ширины полотнища от края щита) изображение белых цепей, в углах соединённых белыми крестами; в середине полотнища сидящий на жёлтом геральдическом камне сыч из герба поселения, выполненный белыми, серыми, чёрными и жёлтыми цветами».

#### Обоснование символики
Флаг городского поселения Сычёво разработан на основе герба поселения и языком символов и аллегорий отражает его исторические и экономические особенности.
Главной фигурой флага является сыч. Символика сыча (как и совы) трактуется по-разному, это и символ мудрости, и символ религиозно-возвышенного духа. Считается, что как сова видит во тьме, так и Христос (а вслед за ним и святые) видит во мраке мира свет и узнает праведный путь. С церковной символикой связаны и расположенные на флаге цепи, которые аллегорически указывают на Иосифа Волоцкого, известного церковного деятеля Руси XVI века, родившегося в селе Язвище, входящего в настоящее время в состав городского поселения Сычёво. Цепь — символ вериг — является также традиционным геральдическим символом долга перед верой, обществом, Родиной.
Много лет в Сычёво ведётся разработка месторождения нерудных стройматериалов (песков и гравия). Ныне здесь огромные карьеры с песчаными отвалами и озера с чистейшей водой. На флаге эти месторождения аллегорически представлены жёлтым камнем, представленным в условно-гербовой стилизации с четырьмя острыми углами и четырьмя округлыми выступами. Голубое полотнище символизирует упомянутые озера.
Голубой цвет (лазурь) — символ возвышенных устремлений, искренности, преданности, возрождения.
Белый цвет (серебро) — символ чистоты, открытости, божественной мудрости, примирения.
Жёлтый цвет (золото) — символ богатства, постоянства, творчества, уважения, великодушия.

## Инфраструктура

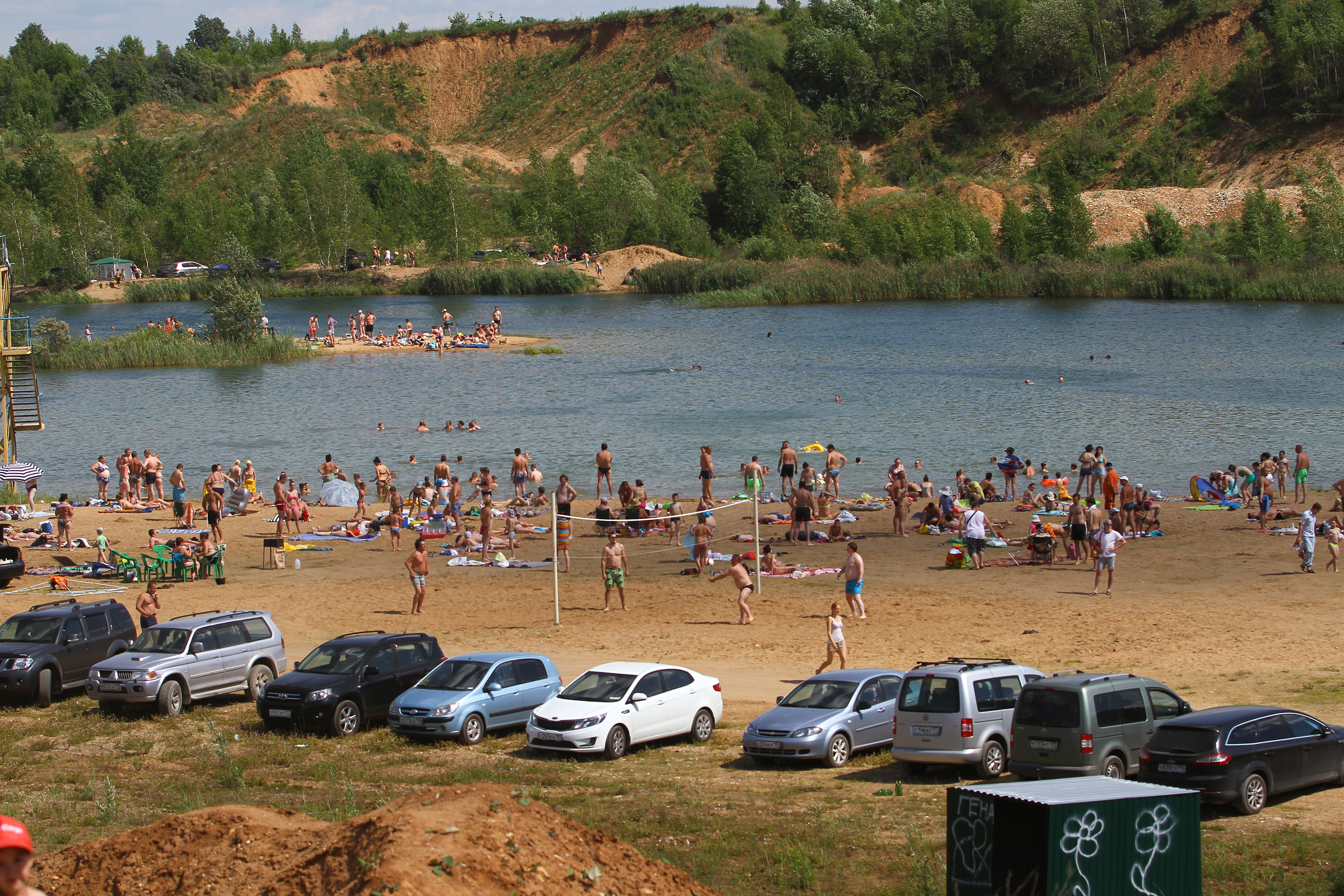
Сычёвский карьер

В посёлке работают общеобразовательная школа, Дом культуры, поликлиника, музыкальная школа, изостудия. Также расположен питомник Московского зоопарка. С 1968 года в поселке функционирует дошкольное учреждение. До 2005 года оно находилось в ведении «Сычевского горно-обогатительного комбината». В 2005 году было передано в муниципалитет. В настоящее время — это муниципальное дошкольное образовательное учреждение «Детский сад № 26» одно из лучших дошкольных учреждений Волоколамского муниципального района.
В 2015 году в посёлке построен физкультурно-оздоровительный комплекс общей площадью более 1,9 тыс. м² с плавательным бассейном и залом для силовых тренировок. Рядом расположены волейбольная и баскетбольная площадки.
В районе посёлка с 1962 года ведётся добыча песка и гравия открытым способом (Сычёвский горно-обогатительный комбинат нерудных материалов).

## Достопримечательности
Известность получили обширные карьерные выработки (Сычёвские карьеры) с песчаными отвалами, популярные у поклонников автоспорта, квадроциклов и кроссовых мотоциклов сэндбордистов. Близ Сычёва находится трасса Moscow Raceway для проведения автогонок в классе «Формула-1».